# 俄罗斯入侵乌克兰在香港的反应
俄罗斯入侵乌克兰在香港引起了不少讨论，除引起一些人对香港反送中运动的联想之外，亦有亲中派人士散播不当言论被批评。另外，国际社会亦有声音将入侵事件同中国近年来对港政策相提并论。

## 网民反应
战争期间，香港网民讨论甚为热烈，除了实时讨论最新战况、分享难民图片、香港记者实地采访经历，甚至有人发起联署声援，甚至声言要加入乌克兰军队作战。有一段短片于香港社交媒体上广为传播，讲述一位要留守战场的乌克兰父亲送别女儿的场景。该片段得到了潘小涛的转载，并呼吁香港人要更关心乌克兰，而沈旭晖亦形容此次事件将乌克兰同香港联系起来，又说《中英联合声明》被撕毁，其实就好似俄罗斯怎样撕毁与乌克兰的条约一样。香港亦有人于社交媒体上不但密切关注俄乌局势，并出文响应乌克兰方呼吁，捐款支援乌克兰政府抵抗俄罗斯侵略。

## 香港政界反应

### 非建制派
- 因为北京单方面强行实施《港版国安法》而被迫流亡的前立法会议员梁颂恒、许智峯于Facebook表示方别对乌克兰支持，梁颂恒祝愿乌克兰战士平安，武运昌隆，[5]而许智峯就参与了阿德莱德声援乌克兰游行。许智峯于社交媒体上传了集会照片入面，亦有人支持乌克兰时，举起声援香港的旗帜。[6]。
- 社民连于3月6号到俄罗斯驻港领事馆抗议，要求俄军“滚出乌克兰“，社民连主席陈宝莹又表示，中国政府应向俄罗斯施压，停止战争。不过，抗议期间就有十几个警察的监视，事后陈宝莹揶揄，称连对两人请愿都要如临大敌。[7]

### 建制派
- 新民党立法会议员李梓敬曾经就俄乌局势未全面恶化时发布戆豆先生的改图，讽刺如果大家相信西方传媒，指俄罗斯会入侵，就只能空等，揶揄西方传媒散播假新闻，但随着俄罗斯正式入侵后，李梓敬删文改图，但并没有道歉或解释，被网民翻旧帐。《明报》有几次尝试联络李梓敬，亦不获回应。[8][9]
- 俄罗斯有多间银行因为支持普京的行动而被制裁，行政会议成员汤家骅形容做法是“西方霸权”为了其既得利益逼使俄罗斯就范，又说难以保证日后不会用同样手法迫使香港甚至中国就范。因为北京落实《港版国安法》而弃保逃亡的前立法会议员罗冠聪就揶揄，并认为中国要反制国际社会，同世界其它主要经济体脱钩，自主研发科技并大量消化急速贬值的俄罗斯卢布。[10]但后续俄罗斯卢布企稳回升，罗冠聪未就此道歉。[11]
- 2022年10月6日，受西方制裁的阿列克谢·莫尔达绍夫的一艘长142米、名为“北方号”的超级游艇被发现现身香港。10月7日，港府表示，香港只会根据联合国制定的禁令采取行动，而不会根据西方国家采取的单边制裁。10月8日，美国国务院发言人告訴法新社，表示一些个人可能利用香港逃避国际制裁，这进一步使人们对香港商业环境的透明度产生怀疑。[12]10月10日，美国警告若香港成为受制裁者的避风港，其金融地位恐受影响。10月11日，香港特首重申香港无法律依据执行西方国家发动的制裁。[13]

## 乌克兰对香港的反应
2023年8月29日，由乌克兰总统弗拉基米尔·泽连斯基倡议成立的国际制裁工作组亦将香港列入向俄罗斯供应无人机的外国零部件的枢纽之一，并公布在乌克兰总统府官网。
2024年7月25日，乌克兰外交部长德米特羅·庫萊巴访问香港特别行政区时，与香港行政长官李家超提出乌克兰复苏背景下贸易和投资的新机遇。谈话中，库莱巴呼吁香港特区政府采取关闭俄罗斯绕过制裁的途径，以防止俄罗斯及其企业利用香港规避俄罗斯侵略乌克兰的限制措施。他强调，这些限制性措施对于削弱俄罗斯在乌克兰发动战争和杀人的潜力是必要的，而俄罗斯的阴谋不应损害香港作为一个高度发达的自由经济体的声誉。库莱巴还讨论了保护香港境内乌克兰公民权利的问题。港府没有如常公布这次会面的消息，而是在乌克兰外交部发布消息後，经传媒查问才作出回应，但没有提及乌方关注香港支援俄罗斯的问题。